# Samorząd Regionu Jo’aw
Samorząd Regionu Jo’aw (hebr. מועצה אזורית יואב) – samorząd regionu położony w Dystrykcie Południowym, w Izraelu.
Samorządowi podlegają tereny wiejskie położone w północno-zachodniej części pustyni Negew, w pobliżu miast Kirjat Gat, Kirjat Malachi i Aszkelon.

## Osiedla
Na terenach o powierzchni 230 km² mieszka około 6 500 ludzi. Znajduje się tutaj 8 kibuców, 3 moszawy i 3 wioski.

### Kibuce
| - Bet Guwrin - Bet Nir - Galon - Gat | - Kefar Menachem - Negba - Rewadim - Sede Jo’aw |

### Moszawy
| - Kefar ha-Rif - Nachala | - Segulla |

### Wioski
| - Al-Azi | - Wardon |

### Wioski młodzieżowe
- Kedma